# Calais catei
Calais catei là một loài bọ cánh cứng trong họ Elateridae. Loài này được Girard miêu tả khoa học năm 2008.